# Philaccolilus ameliae
Philaccolilus ameliae är en skalbaggsart som beskrevs av Balke, Larson, Hendrich och Konyorah 2000. Philaccolilus ameliae ingår i släktet Philaccolilus och familjen dykare.

## Underarter
Arten delas in i följande underarter:
- P. a. ameliae
- P. a. weylandensis